# Putgolla

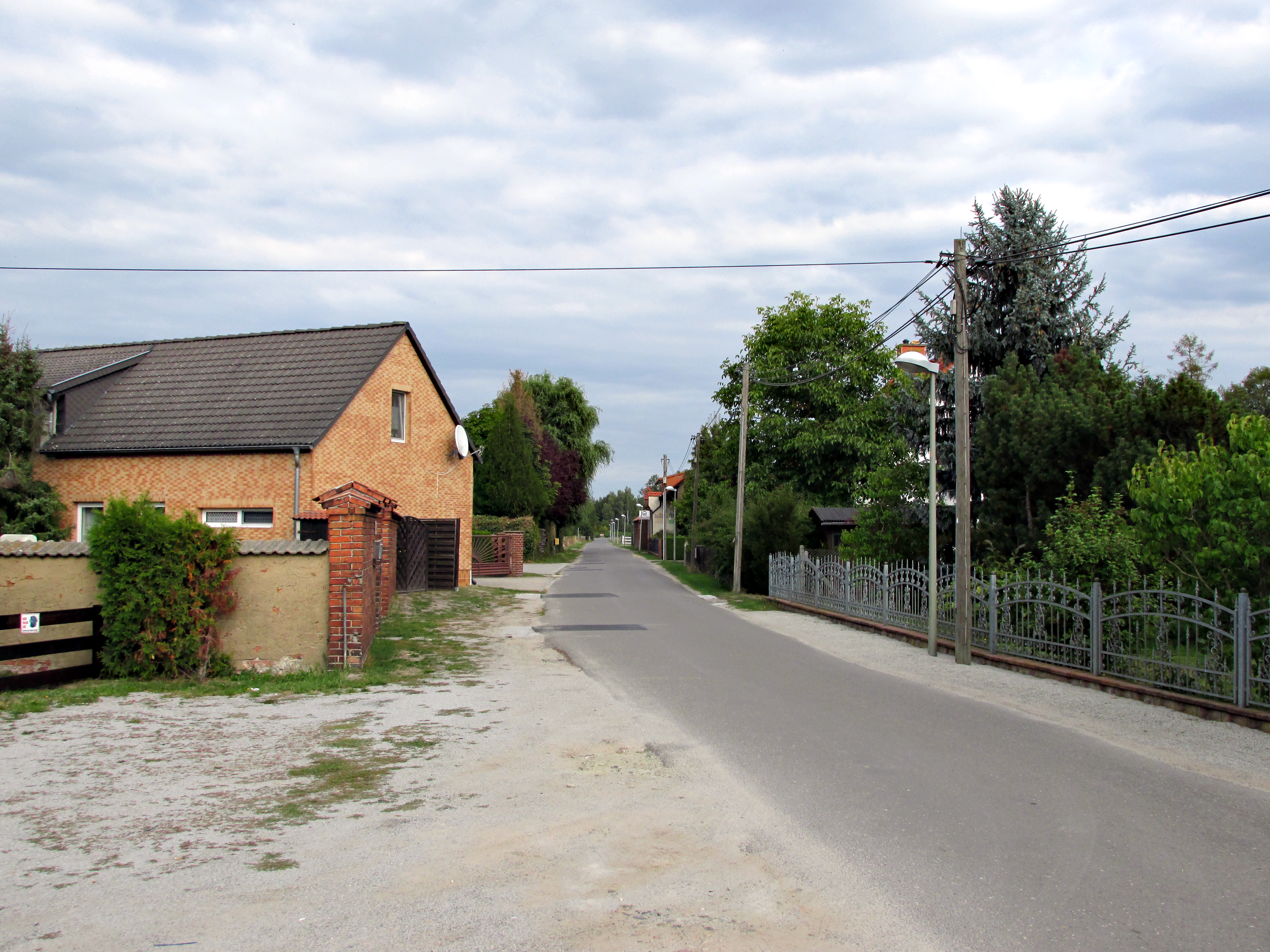
Die Straße bildet die Gemarkungsgrenze. Der linke Teil gehört zum Ortsteil Glinzig, der rechte zum Ortsteil Kolkwitz.

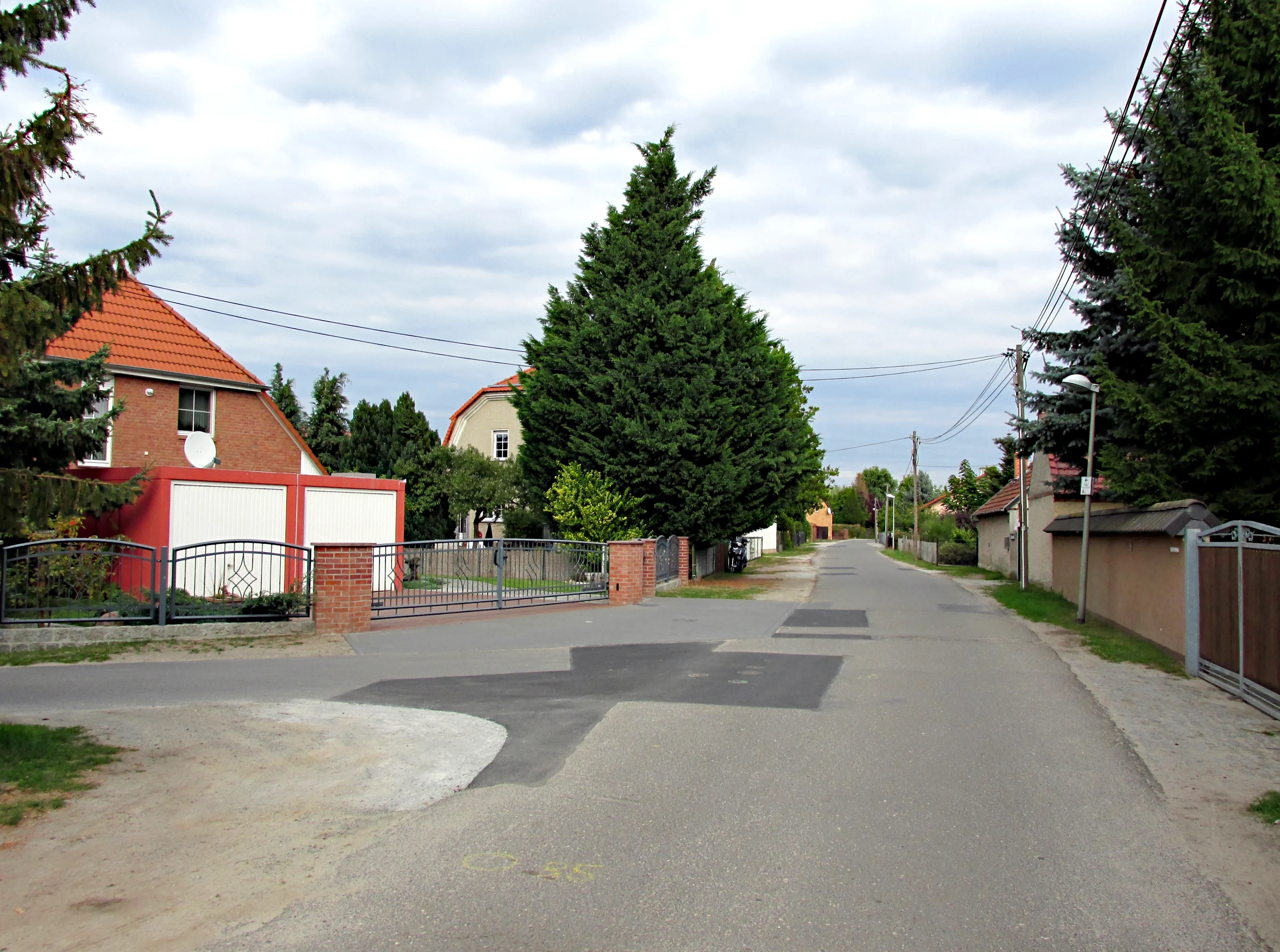
Ortskern von Putgolla. Auch hier gehört der linke Teil zu Glinzig und der rechte zu Kolkwitz.

Putgolla, niedersorbisch Pódgóla, ist ein Wohnplatz der Gemeinde Kolkwitz im Landkreis Spree-Neiße in Brandenburg. Er gehört jeweils etwa zur Hälfte zu den Ortsteilen Glinzig und Kolkwitz und war bis zum 6. Dezember 1993 jeweils ein Ortsteil der beiden Gemeinden. Putgolla liegt im amtlichen Siedlungsgebiet der Sorben/Wenden. Der Ort hat die Postleitzahl 03099 und die Telefonvorwahl 0355.

## Lage
Putgolla liegt in der Niederlausitz, rund acht Kilometer westsüdwestlich von Cottbus und zehn Kilometer südöstlich von Vetschau. Umliegende Ortschaften sind Kolkwitz im Nordosten, Osten und Süden, Koselmühle im Südwesten sowie Glinzig im Westen und Nordwesten. Die Siedlung liegt in der Nähe des Priorgrabens, nördlich schließt sich das Glinziger Teich- und Wiesengebiet an. Putgolla liegt an einer Gemeindestraße, rund anderthalb Kilometer südlich der Landesstraße 49 (Lübben–Forst).

## Geschichte
Die Siedlung Putgolla wurde 1828 gegründet und liegt in einer ursprünglich feuchten Heide, die für die Anlage der Siedlung trockengelegt wurde. Darauf deutet auch der Ortsname hin, der aus der niedersorbischen Sprache stammt und mit „unterhalb der Heide“ übersetzt werden kann. Putgolla entstand als Ziegelei mit Arbeitersiedlung, wobei die Ziegelei auf Glinziger und die Wohnsiedlung auf Kolkwitzer Gebiet lag. Der Ort gehörte zum Kreis Cottbus und somit zum Regierungsbezirk Frankfurt der preußischen Provinz Brandenburg.
Im Gebiet von Putgolla wurde Mitte des 19. Jahrhunderts Torf abgebaut. Bei der Volkszählung vom 1. Dezember 1871 hatte die Siedlung Putgolla, die dort dem Gutsbezirk Kolkwitz zugehörig geführt wurde, 118 Einwohner in 15 Häusern. Anfang der 1880er Jahre hatte Putgolla 177 Einwohner, Arnošt Muka bezeichnete Kolkwitzer Kirchengemeinde, wohin der Ort eingepfarrt war, als rein sorbisch. Insgesamt waren 170 Einwohner Sorben und sieben Deutsche, wobei die deutschen Einwohner die sorbische Sprache beherrschten. Um 1903 wurde der Gutsbezirk Kolkwitz aufgelöst und in die Landgemeinde Kolkwitz eingegliedert. Putgolla gehörte somit fortan teilweise zur Landgemeinde Glinzig und teilweise zur Landgemeinde Kolkwitz. Nach dem Ende des Zweiten Weltkrieges kam der Ort in die Sowjetische Besatzungszone.
Ab 1947 gehörte Putgolla zum Land Brandenburg, das nach der Gründung der DDR zunächst weiter bestand. Bei der Gebietsreform am 25. Juli 1952 wurde der Ort als Teil der Gemeinden Glinzig und Kolkwitz dem Kreis Cottbus-Land im Bezirk Cottbus zugeordnet. Nach der Wende gehörte der Ort zunächst zum Landkreis Cottbus in Brandenburg. Am 6. Dezember 1993 ging der Landkreis Cottbus im neuen Landkreis Spree-Neiße auf. Zeitgleich fusionierten Glinzig, Kolkwitz und mehrere andere Gemeinden zu der neuen (Groß-)Gemeinde Kolkwitz. Am 18. Dezember 1997 wurde ein östlich von Putgolla liegendes Moor- und Feuchtwiesengebiet mit der Bezeichnung Putgolla unter Naturschutz gestellt.

## Persönlichkeiten
- Johann Friedrich Teschner (1829–1898), niedersorbischer evangelischer Pfarrer